# Шлајд (Рен)
Шлајд (њем. Schleid) општина је у њемачкој савезној држави Тирингија. Једно је од 61 општинског средишта округа Вартбург. Према процјени из 2010. у општини је живјело 1.075 становника. Посједује регионалну шифру (AGS) 16063068.

## Географски и демографски подаци
Шлајд се налази у савезној држави Тирингија у округу Вартбург. Општина се налази на надморској висини од 300 метара. Површина општине износи 27,7 km². У самом мјесту је, према процјени из 2010. године, живјело 1.075 становника. Просјечна густина становништва износи 39 становника/km².